# Pluviométrie

Pluviométrie mondiale mensuelle

La pluviométrie est l'évaluation quantitative des précipitations, de leur nature (pluie, neige, grésil, brouillard) et distribution. Elle est calculée par diverses techniques. Plusieurs instruments sont utilisés à cette fin, dont le pluviomètre/pluviographe est le plus connu. L'unité de mesure varie selon que le type de précipitations est solide ou liquide, mais elle est ramenée en millimètres d'épaisseur (ou litres par mètre carré de surface) d'équivalence en eau à fin de comparaisons. Toute précipitation de moins de 0,1 mm est qualifiée de « trace ». Il ne faut pas mélanger avec le taux de précipitations qui est la pluviométrie par unité de temps lors d'un événement pluvieux.
La pluviométrie, avec la répartition de la température terrestre, conditionne les climats terrestres, la nature et le fonctionnement des écosystèmes ainsi que leur productivité primaire. Elle est l'un des facteurs conditionnant le développement des sociétés humaines et donc un enjeu géopolitique.

## Histoire
L'humain cherche depuis des siècles à mieux prévoir les pluies, tempêtes et inondations, voire à manipuler le climat par des moyens magiques (danses de la pluie) ou technologiques (pluies artificielles) 
Les premières mesures connues des quantités de pluie connues furent faites par les Grecs vers 500 av. J.-C. Cent ans plus tard, en Inde, la population utilisait des bols pour recueillir l’eau de pluie et en mesurer la quantité. Dans les deux cas, la mesure de ces quantités d'eau de pluie aidait à estimer le rendement futur des cultures.
Dans l’ouvrage Arthashâstra utilisé dans le royaume de Magadha, des normes furent établies pour la production céréalière et chaque grenier de l’État possédait un tel pluviomètre aux fins de taxation. En Israël, à partir du IIe siècle av. J.-C., des écrits religieux mentionnent la mesure des pluies pour des besoins agricoles.
En 1441 en Corée, le premier pluviomètre standard en bronze, appelé « Cheugugi », fut développé par le scientifique Jang Yeong-sil pour usage à travers un réseau couvrant tout le pays,. En 1639, l'Italien Benedetto Castelli, disciple de Galilée, effectua les premières mesures de précipitations en Europe pour connaître l’apport en eau d’un épisode pluvieux pour le lac Trasimène. Il avait étalonné un récipient en verre cylindrique grâce à une quantité d’eau connue et repéré le niveau correspondant sur le cylindre. Il avait ensuite exposé le récipient à la pluie et marqué toutes les heures, par un repère, le niveau atteint par l’eau. En 1662, l’Anglais Christopher Wren mit au point le premier pluviomètre à augets, ou pluviographe, qu’il associa l’année suivante à un météographe, un appareil qui enregistre plusieurs paramètres météorologiques tels que la température de l’air, la direction du vent et les précipitations. Son pluviomètre était constitué d’un entonnoir récepteur et de trois compartiments qui récupéraient chaque heure à tour de rôle les précipitations,. En 1670, l'Anglais Robert Hooke utilisa aussi un pluviomètre à augets. En 1863, George James Symons fut nommé au conseil de la British meteorological society, où il occupa le reste de sa vie à mesurer les précipitations pluvieuses sur les îles Britanniques. Il mit en place un réseau de volontaires qui lui transmettaient des mesures. Symons prit également note de différentes informations historiques sur les précipitations pluvieuses dans les îles. En 1870, il publia un compte rendu qui remonte jusqu'à 1725.
Avec le développement de la météorologie, la prise de mesures des différents paramètres de l’atmosphère terrestre se répand. Les pluviomètres se perfectionnent mais les principes de base demeurent les mêmes. En France, l’association météorologique créée par Urbain Le Verrier diffusa le pluviomètre « Association ». De nouveaux instruments se développent au XXe siècle dont les radars, qui couvrent de large régions, et les satellites qui permettent d'observer la surface terrestre entière au lieu de points précis,. L'amélioration de leurs capteurs permettent maintenant de mieux voir les variations fines de pluviométrie sans enlever l'importance des mesures in situ. Depuis quelques décennies, la précision de la prévision pluviométrique s’est améliorée jusqu’au niveau régional puis local (jusqu’au niveau des rues et des quartiers). L’imagerie satellite et les progrès de la modélisation et de la gestion du big data ont permis des avancées considérables, mais avec des coûts financiers importants.

## Origine et variabilité des précipitations
- 0-300 mm
- 300-500 mm
- 500-700 mm
- 700-1000 mm
- 1000-2100 mm
- 2100-4200 mm
- 4200-6301 mm
- 6301-8401 mm
- 8401-10501 mm
- n/a

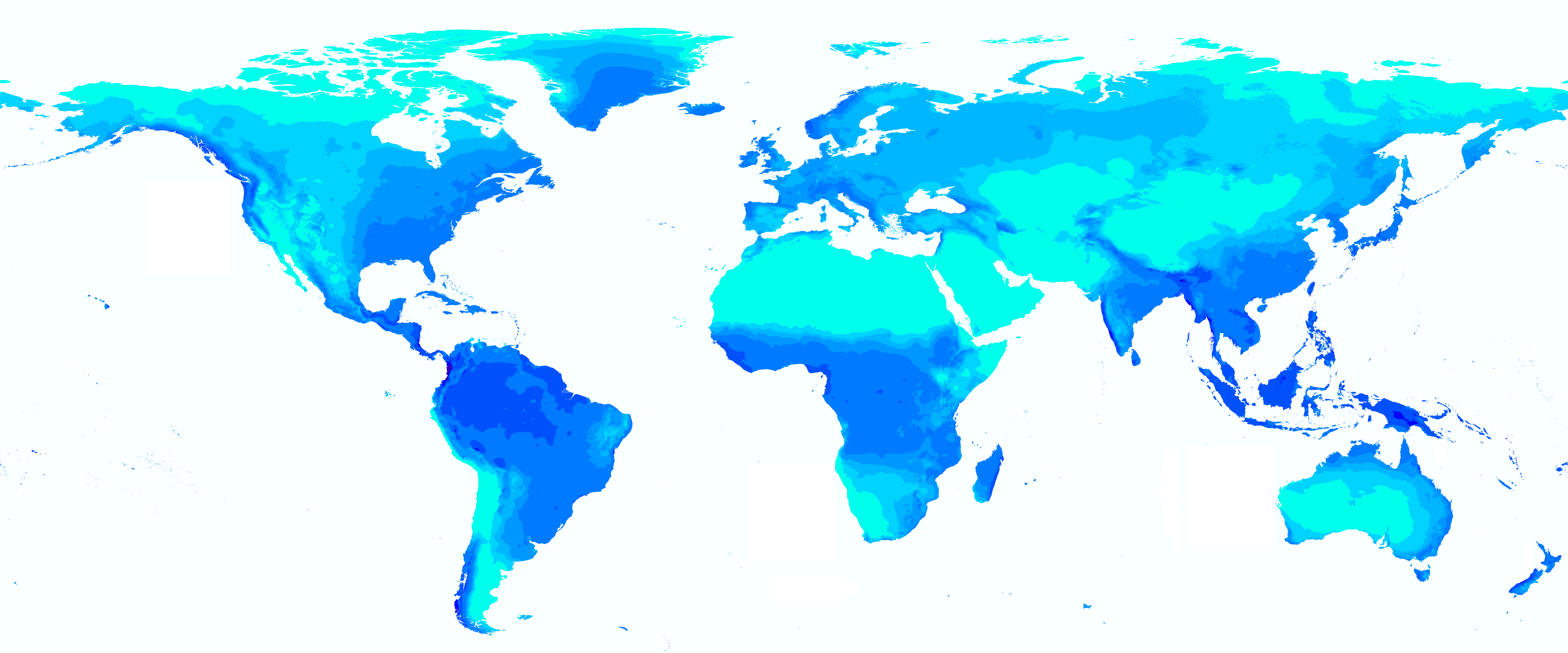
Distribution mondiale des précipitations annuelles

Le système climatique de la Terre est essentiellement dirigé par deux éléments : l’atmosphère et l’océan. Ces deux masses règnent sur l’ensemble du système climatique mondial, généré par l'échange important d’énergie entre celles-ci. L’énergie directement reçue du Soleil, sous forme d'ondes courtes, est captée en plus grande partie dans les zones intertropicales car c'est là que l'intensité des rayons solaires est la plus importante et la plus régulière à cause de l'axe de rotation de la Terre qui donne un ensoleillement presque perpendiculaire à l'équateur et rasant aux pôles. Finalement, le rayonnement est capté par les mers et les continents selon l'albédo de leur surface et la végétation qui couvre les continents,. Ainsi la banquise renvoie par réflexion vers l’espace une grande quantité d’énergie alors que la mer l'absorbe de façon importante.
La circulation atmosphérique induite par ces échanges thermiques varie dans le détail d'un jour à l'autre mais le déplacement général des masses d'air est relativement constant et dépend de la latitude. On distingue trois zones de circulation des vents entre l'équateur et les Pôles. La première zone est celle de Hadley qui se situe entre l'équateur et 30 degrés N et S où l'on retrouve des vents réguliers soufflant du nord-est dans l'hémisphère nord et du sud-est dans celui du sud : les alizés. Elle est associée au nord à des anticyclones semi-permanents où le beau temps règne mais aussi les déserts à faible pluviosité. À l'inverse, près de l'équateur, se trouve la zone de convergence intertropicale donnant des pluies abondantes,.
La seconde zone de circulation des vents se situe aux latitudes moyennes. Les dépressions s'y développent un peu partout selon une prédictibilité parfois proche de la théorie du chaos, mais l'ensemble moyen de la circulation atmosphérique est stable et dépend de l'équilibre entre la répartition de la pression atmosphérique et la force de Coriolis due à la rotation. Ces systèmes se déplacent sous une circulation d'altitude généralement d'ouest, c'est la cellule de Ferrel. Ils donnent des précipitations de types variés qui alternent avec du temps dégagé. Vient finalement, la cellule polaire, qui se retrouve au nord et au sud du 60e parallèle avec une circulation de surface généralement d'est. L'air y est froid et relativement sec, et les dépressions qui l'affectent donnent donc peu d'accumulations, ces dernières se matérialisant une bonne partie de l'année sous forme de neige.

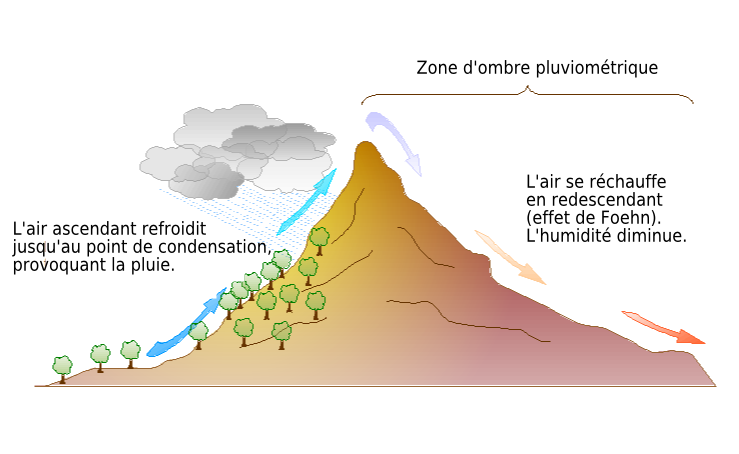
Schéma de l'apparition d'une ombre pluviométrique.

Le relief a aussi un impact majeur sur les quantités de précipitations reçues, dû aux effets de rehaussement si le flux d'air remonte la pente ou au contraire les diminue en aval des obstacles. Il y a ainsi beaucoup de pluie sur la côte ouest des Amériques, avec la circulation venant de l'océan Pacifique, et des déserts intérieurs en aval des massifs, comme le désert du Taklamakan en aval de l'Himalaya (voir ombre pluviométrique).
Les précipitations sont aussi organisées de différentes façons : en larges zones, en bande de précipitations ou isolées. Cela dépend de la stabilité de la masse d'air, des mouvements verticaux dans celle-ci et des effets locaux. Ainsi, à l'avant d'un front chaud, les précipitations seront surtout stratiformes et couvriront plusieurs centaines de kilomètres de largeur et de profondeur. Par contre, devant un front froid ou dans un cyclone tropical, les précipitations formeront de minces bandes qui peuvent s'étirer latéralement sur de grandes distances. Finalement, une averse donnera des précipitations sur quelques kilomètres carrés à la fois.

### Constantes
Les résultats d'une étude, basée sur des données pluviométriques journalières provenant sur 185 sites haute-qualité des stations d'observation du réseau Global Climate Observing System Surface Network dispersés sur l'Amérique du Nord, l'Eurasie et l'Australie (mais pas l'Amérique du sud ni l'Afrique) entre de 50° degrés de latitude nord et sud (c'est-à-dire entre les deux zones polaires) furent publiés en 2018. Les observations furent collectées sur 16 ans (de 1999 à 2014), soit une période assez longue pour gommer les variations annuelles dues à El Niño et à d'autres cycles climatiques de court terme.
D'après cette étude:
- la moitié des précipitations annuelles en un même point tombent généralement en peu de jours (en seulement 12 jours en général). ;
- le jour le plus humide pour chaque site (équivalent d'un mois complet de pluie) se déverse en 24 h. Selon la géographie et l'hémisphère terrestre considéré, les jours les plus humides varient selon les endroits et les saisons, mais ce « schéma » semble valide partout sur la planète.

### En Europe
Les influences combinées de la latitude, de la topographie et de la distance à la mer entraînent une distribution des précipitations très variable en Europe, allant de moins de 400 mm/an dans certaines parties de la région méditerranéenne et les plaines centrales européennes à plus de 1 000 mm/année le long des côtes atlantiques de l'Espagne à la Norvège, des Alpes et de leur extension orientale. Une grande partie de ces précipitations est perdue sous forme d’évapotranspiration et les « précipitations effectives » restantes ne dépassent pas 250 mm/an dans la majeure partie de l’Europe. Dans certaines parties du sud de l'Europe, les précipitations effectives sont inférieures à 50 mm/an. Les précipitations en Europe ont généralement augmenté au cours du XXe siècle, augmentant de 6 à 8 % en moyenne entre 1901 et 2005. De grandes différences géographiques apparaissent toutefois, notamment en Méditerranée et en Europe orientale. En outre, des changements saisonniers se sont produits, notamment une augmentation des précipitations hivernales dans la majeure partie de l’ouest et du nord de l’Europe et une diminution dans le sud de l’Europe et dans certaines parties de l’Europe centrale. Les modèles climatiques prévoient une augmentation générale future des précipitations en Europe du Nord et une diminution en Europe du Sud.

## Effets sur le vivant

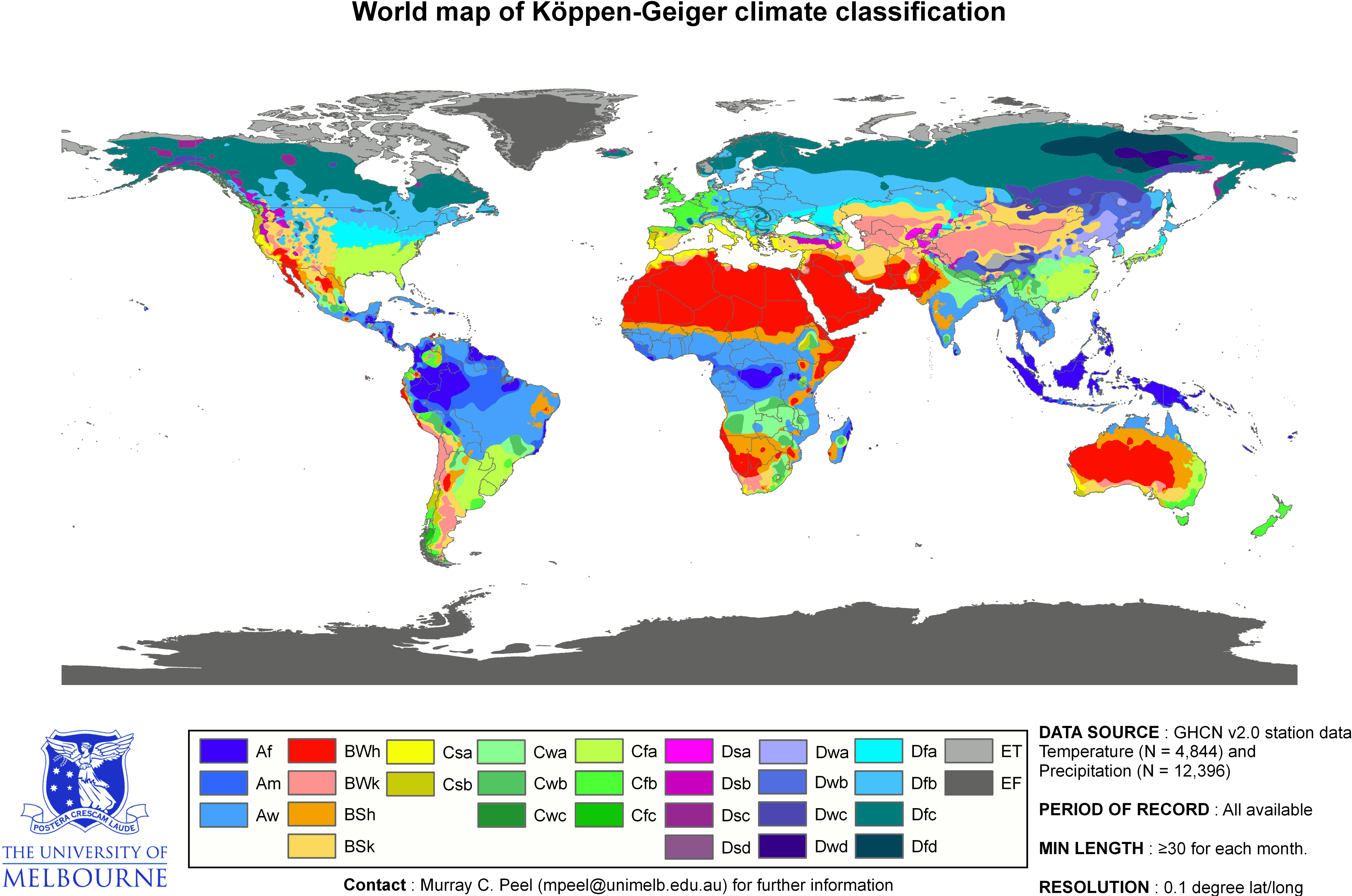
La carte des climats de Köppen-Geiger de l’University of East Anglia et le Deutscher Wetterdienst pour la période 1951 à 2000.

La classification des climats est fondée sur les précipitations et les températures. La plus connue est la classification de Köppen qui divise la Terre en cinq climats principaux : tropical (A), sec (B), doux de latitude moyenne (C), froid de latitude moyenne (D) et polaire (E). Chacun de ces climats est ensuite divisé en sous-climats selon la pluviosité. À remarquer, la grande ressemblance entre l'image de droite avec celle de la pluviométrie annuelle dans la section précédente.
Ces paramètres climatiques déterminent le type de végétation dans une zone, la faune qui l'habitera, ainsi que la densité des populations. Comme le mode de vie humaine dépend de l'écosystème et de la disponibilité d'eau, il peut également en grande partie être classé selon la pluviométrie. Par exemple, l'agriculture n'est possible qu'avec un apport régulier d'eau provenant directement des précipitations ou par les cours d'eau, eux-mêmes alimentés par les précipitations. D'un autre côté, un climat sec incitera les populations aux nomadismes pour suivre les ressources disponibles de la faune et de la flore, ou pour alimenter leurs troupeaux.
Les excès de pluviométrie ont aussi des conséquences importantes. La pluie torrentielle sous orage ou celle avec un cyclone tropical peut donner des inondations importantes, des glissements de terrain ou des coulées de boue qui submergent les infrastructures conçues pour des événements normaux. Nombre de pertes de vie leur sont attribuées.

## Modification anthropique de la pluviométrie

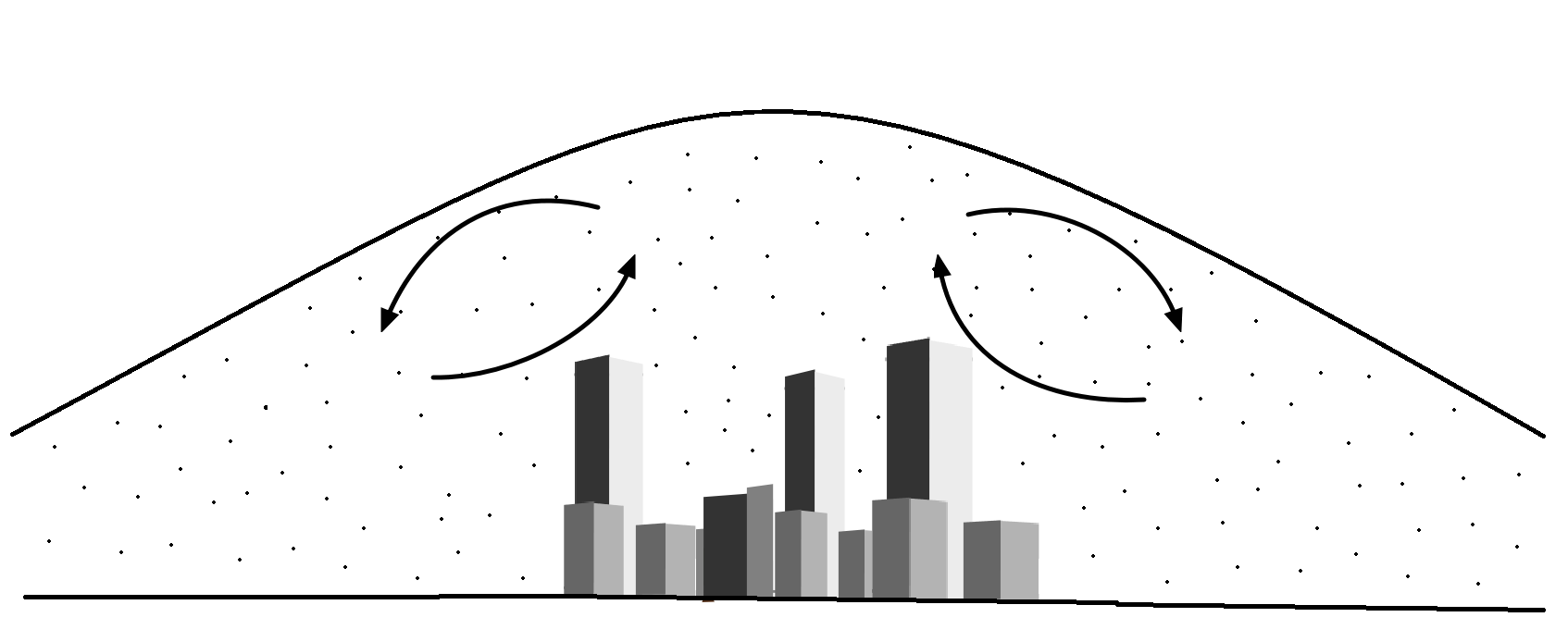
Circulation locale engendrée par l'îlot urbain

La qualité de l'air peut quantitativement influer la formation des pluies de plusieurs manières :
- là où le taux de végétation est faible et le taux d'imperméabilisation/construction élevé, les îlots de chaleur urbains et la composition de l'air urbain modifient fortement les composantes thermohygrométriques des microclimats urbains et périurbains. Ils modifient aussi la cinétique des masses d'air, d'aérosols (poussières, pollens, polluants) et de l'humidité au-dessus des grandes métropoles urbaines et/ou industrielles ;
- à échelle plus globale, les aérosols naturels ou de sources humaines, ainsi que les pluies acides produites par l'échappement des moteurs de navires et de véhicules terrestres et d'autres sources humaines (chauffage, incinération, crémation, trainées d'avion…) forment des noyaux de condensation de gouttelettes d'eau et participent à la formation de nuages artificiels, modifiant la quantité, la répartition et la qualité des pluies.

Ainsi, aux États-Unis un « effet "week-end » est notable. La probabilité d'une augmentation de pluviométrie culmine le samedi, après cinq jours d'accumulation de polluants de l'air en semaine, notamment dans les zones les plus densément peuplées et situées près de la côte est où il y avait au moment de l'étude (1998) une augmentation de 22 % de la probabilité qu'il pleuve le samedi par rapport au lundi.
De plus, les bulles de chaleur se forment dans et au-dessus des villes, mais aussi (+ 0,6 °C à + 5,6 °C) au-dessus des banlieues et des zones rurales. Cette chaleur supplémentaire modifie les ascendances, pouvant contribuer aux composantes orageuses de la météo. Le taux de précipitations en amont des villes (par rapport à la direction du vent) a ainsi augmenté de 48 % à 116 %. En partie à cause de ce réchauffement, les précipitations mensuelles moyennes sont environ 28 % plus élevées dans une distance comprise entre 32 et 64 km en aval de la ville (aval par rapport à la direction du vent).
Certaines villes induisent une augmentation des précipitations totale estimée à 51 %. Ce phénomène pourrait fortement augmenter en Asie (à cause de la croissance conjointe des villes, de l'automobile et de l'usage du charbon).
2020 a connu un record historique, de précipitations dans l'Est de la Chine où de graves inondations estivales ont tué centaines de morts et déplacé plusieurs millions de personnes. Le confinement de 2020 a été associé à un quasi-arrêt du trafic aérien mondial, à un fort ralentissement du trafic maritime et à de nombreuses fermetures d'usines polluante. Les pollutions particulaire (aérosol atmosphérique|aérosols) et gazeuse se sont effondrées et les nuages artificiels de type cirrus initiés par les trainées d'avion ont presque disparu. Une étude sino-américaine a conclu en 2022 qu'environ 30 % de ce phénomène sont des effets secondaires du confinement (par rapport aux autres causes repérées en 2019 : fort événement dipolaire dans l'océan Indien ; retrait inhabituellement tardif du front de Mei-Yu-Baiu, causé par le réchauffement accru de la mer d'Oman ; transition de phase sous-saisonnière de l'oscillation nord-atlantique. La conjonction de tous ces phénomènes aurait intensifié les précipitations, déjà habituellement importantes dans cette région au printemps. Selon les auteurs, la modélisation du déplacement des zones dépressionnaires à la source du phénomène régional laisse penser que dans ce contexte géographique et économique, « la diminution des aérosols a un impact plus fort sur les précipitations que la diminution des gaz à effet de serre ».

### Prospective avec l'augmentation du CO2
Une étude de 2018 (section Constantes) a porté également sur les effets de l'augmentation des concentrations de CO2 prévus. Elle a testé 36 modèles climatiques différents pour simuler les tendances pluviométriques entre 2020 et a fin du siècle, notamment pour la période 2085-2100 dans le cas d'un scénario à 936 parties par million (ppm) de CO2 en 2100 (contre 408 ppm en 2018). Les résultats montrent que les pluies torrentielles pourraient être plus violentes encore : entre 1985 et 2100 la moitié des précipitations annuelles pourraient tomber en 11 jours au lieu de 12, pendant que le total des pluies annuelles pourrait aussi augmenter.
Pour les températures, le Gulf Stream ne se modifie pas significativement mais le réchauffement se traduira par un simple glissement géographique et altitudinal des zones climatiques. Pour la pluviométrie le changement dans les précipitations en réponse au dérèglement climatique devrait être plus complexe. Les modèles ne prévoient pas que toutes les pluies augmentent un peu ; seules quelques pluies torrentielles chaque année devraient être encore plus exceptionnelles. Ainsi sur l'échelle de résolution spatiale des modèles de 2018 (100 à 200 km environ), dans le cas d'un scénario d'émissions de gaz à effet de serre (GES) élevées :
- plus de 80 % de l'augmentation des précipitations se manifesteront dans 5 % seulement des jours de l'année ;
- 20 % du changement devraient se manifester en seulement deux jours (les deux jours les plus pluvieux de l'année) ;
- 50 % du changement devrait se manifester lors des 8,6 jours les plus humides
- 70 % durant les deux semaines les plus humides.

Au niveau de la station météo, le changement est encore plus manifeste : la moitié du changement de précipitations se manifestera lors des 6 jours les plus pluvieux de l'année et les pluies anormalement fortes constitueront une part croissante du total des précipitations annuelles.
Les inondations et sécheresses pourraient être plus graves ; les auteurs concluent que "Plutôt que s'attendre à plus de pluie en général, la société doit prendre des mesures pour faire face à peu de changement la plupart du temps mais à quelques pluies plus torrentielles qu'aujourd'hui).

## Instrumentation
La pluviométrie étudie donc la variation annuelle et journalière des quantités et des types de précipitations pour classifier le climat des régions. Elle étudie également la période de retour des événements exceptionnels comme les sécheresses et les pluies torrentielles causant des inondations. Divers instruments sont utilisés pour cela et la résolution d'un instrument particulier donne la quantité minimale mesurable qu'il peut signaler.
Toutes précipitations équivalentes en eau de moins de 0,1 mm sont qualifiées de trace. En effet, il s'agit d'une quantité supérieure à zéro, mais qui est plus petite que la plus petite quantité mesurable par les appareils standards. Ceci est important à la fois pour la vérification des prévisions météorologiques et à des fins climatologiques, car même des quantités de précipitations trop faibles pour être mesurées peuvent avoir des impacts sociaux importants.

### Pluviomètre

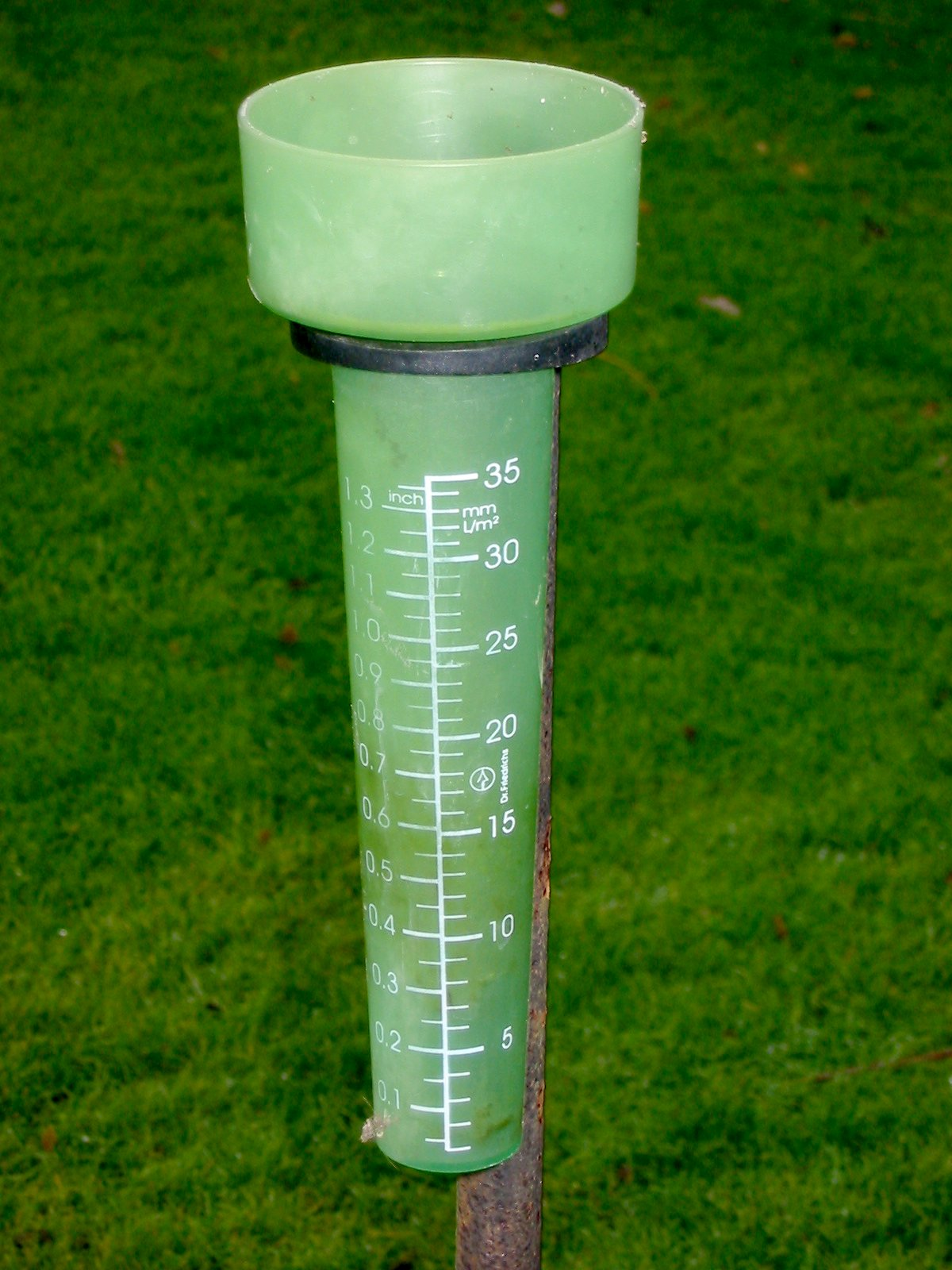
Le pluviomètre, l'un des outils de base de la pluviométrie.

Le pluviomètre est un instrument de mesure qui sert à trouver la quantité de pluie tombée sur une région. Son utilisation présuppose que l'eau des précipitations est uniformément répartie sur la région et qu'elle n'est pas sujette à évaporation. La mesure s'exprime généralement en millimètres (ou litres par mètre carré) ou en mètres cubes par hectare (cette dernière étant utilisée en agriculture). Les trois notations sont homogènes : 1 mm de pluviométrie = 1 l/m2 = 10 m3/ha. L'instrument est constitué de deux parties importantes :
- un collecteur en forme d’entonnoir le plus large possible, afin de représenter une surface importante de collecte ;
- un contenant étalonné ou mécanisme qui reçoit cette eau.

Le collecteur doit être placé à une hauteur suffisante, généralement un mètre du sol, et à une distance de plusieurs mètres d’autres objets afin qu’on n’y retrouve pas d’eau provenant du rebond sur le sol ou ces objets. Les bords du collet du pluviomètre doivent être biseautés sur l’extérieur pour limiter l’incertitude provenant de gouttes ruisselant de l’extérieur du cône de collecte.

### Nivomètre/Table à neige
Le nivomètre ressemble à un pluviomètre mais en beaucoup plus gros. Il se compose d'un entonnoir (cloche) ouvert vers le haut et d'un cylindre désolidarisable à l'intérieur. La forme de la cloche permet de réduire la turbulence au-dessus de l'appareil pour mieux recueillir la neige dans le cylindre. Il repose sur un pied dont la hauteur peut être ajustée au cours de l'hiver, à mesure que la neige au sol augmente. L'opérateur retire le cylindre après une chute de neige et la fait fondre pour mesurer la hauteur d'eau qu'elle contient. La mesure peut aussi s'effectuer en temps réel alors qu'un élément chauffant fond la neige et que la variation du poids donne la quantité d'équivalent en eau tombé.
La table à neige est une sorte de table peinte en blanc, mesurant généralement 930 cm2, qui est placée normalement au sol ou au-dessus de la couche nivale antérieure,. L'endroit idéal pour mettre une table à neige est sur un grand espace plat, loin des bâtisses et des arbres où le vent a peu d'emprise pour former des congères. La plupart des planches à neige sont encore traditionnelles avec une simple règle verticale en leur centre permettant de mesurer l'épaisseur de neige. Certains complètent le système de mesure de hauteur de neige par une webcam pour une lecture analogique à distance, en temps réel ou mis à jour de manière variable.

### Radar météorologique

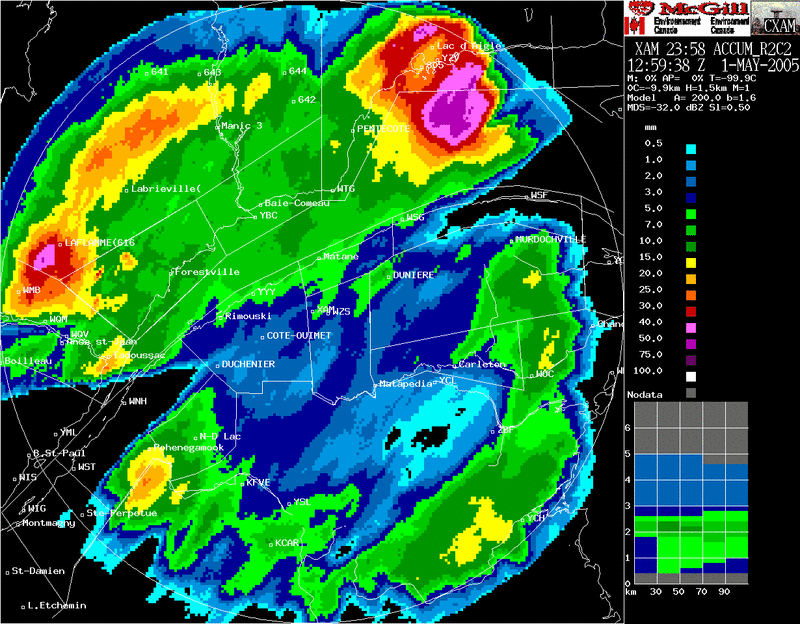
Cumul de 24 heures de la pluie selon le radar de Val-d'Irène dans l'est du Québec (Canada). Remarquez les cônes sans données vers l'est et le sud-ouest causés par le blocage du faisceau par les montagnes (Source: Environnement Canada)

Une des utilités principales des radars météorologiques est de pouvoir détecter à distance les précipitations pour des usages hydrométriques. Par exemple, les services de contrôle du débit des rivières, d’avertissement d’inondations, de planification de travaux de barrage, etc. ont tous besoin de savoir les quantités de pluie et neige qui tombent sur de larges domaines. Le radar complète idéalement un réseau de pluviomètres en étendant la prise de données sur une grande superficie, le réseau servant à son étalonnage.
Certains artéfacts peuvent cependant se mêler aux véritables données dans le retour au radar. Pour avoir une estimation plus exacte des accumulations, il faudra les filtrer avant de produire ces cartes d'accumulations.

### Satellite météorologique
Les satellites météorologiques sont équipés de radiomètres pour relever la température de l’atmosphère et des hydrométéores qui s’y trouvent. Ils opèrent dans le spectre infrarouge. Les premiers instruments ne « regardaient » que quelques longueurs d’onde alors que les nouvelles générations divisent ce spectre en plus de 10 canaux. Certains sont également équipés de radars pour mesurer le taux de précipitations.

### Réseaux présents et futurs de données
Dans les pays pauvres, certaines régions restent peu couvertes par les observations directes, ainsi que par les systèmes de télédétection radars et la prévision météorologique. Les agriculteurs, pêcheurs, éleveurs et marins en pâtissent. Ceci pourrait bientôt changer grâce à la propagation des réseaux sans fil de téléphonie mobile dans les zones reculées, car la teneur de l’air en eau influe sur la diffusion des micro-ondes qui sont en partie absorbées par l’eau. La technique de l'occultation radio permettait déjà de déduire des informations d’intérêt météorologique dues à l’occultation d’une partie du signal radio envoyé par les satellites vers la terre (Application du GPS en météorologie). Dès 2006, des chercheurs ont montré que la quantité de précipitations d’une zone peut être évaluée en comparant les changements de puissance du signal entre des tours de communication ,. Dans ces deux cas, les chercheurs doivent avoir accès à des données qui sont militaires ou de propriété commerciale des sociétés de télécom ou de téléphonie mobile, ce qui a freiné la recherche, mais des expériences récentes faites en Europe et en Afrique montrent d’une part que la météorologie pourrait bénéficier de l’analyse de ces données et de leur intégration dans les modèles de prévisions, et d’autre part que les pays pauvres pourraient bénéficier de prévisions moins coûteuses pour eux.
Une « start-up » créée le 2 avril 2017 à Boston (Massachusetts), ClimaCell, dit pouvoir combiner des données de signaux hyperfréquences à d'autres données météorologiques pour créer des prévisions immédiates et à haute résolution (au niveau de la rue) avec trois heures à l'avance des quantités tombées et à tomber. Elle mentionne pouvoir peut-être le faire à six heures avant la fin 2017, sur la base d’une méthode encore confidentielle (non publiée dans une revue scientifique évaluée par des pairs). Cette entreprise lancera commercialement son « produit » aux États-Unis et dans d’autres pays développés, mais projette de rapidement (avant fin 2017) le mettre en place en Inde et dans d’autres pays en développement, potentiellement partout où des gens utilisent des téléphones portables, mais elle est en concurrence avec le projet d’un groupe de chercheurs européens et israéliens qui a testé des systèmes multi-échelles qui s’appuient sur la création récente d’un consortium utilisant des logiciels à code source ouvert. Ce groupe coordonné par Aart Overeem (hydrométéorologiste de l'Institut royal météorologique des Pays-Bas) bénéficie d’une aide de presque 5 millions d'euros de la Commission européenne afin de mettre au point un prototype de système de surveillance des précipitations susceptible d’être déployé en Europe et en Afrique. La technologie a été testée avec succès en 2012 aux Pays-Bas et en 2015 à Göteborg (où l'Institut suédois de météorologie et d'hydrologie (SMHI) récolte environ 6 millions de données par jour dans la ville, grâce à la société de télécommunications Ericsson et un opérateur d’émetteur (Tour), ce qui permet une estimation minute par minute des précipitations avec une résolution de 500 mètres sur la ville de Göteborg.
Les données uniquement basées sur les micro-ondes tendent à souvent surestimer l’ampleur des précipitations (jusqu’à 200 voire 300 %), mais le consortium dit avoir réussi à corriger ce biais sans avoir besoin de données de référence fournies par des pluviomètres ou radars météorologiques terrestres. En 2012, une équipe dirigée par Marielle Gosset, (hydrologiste de l'Institut français de la recherche pour le développement) a testé avec succès cette solution au Burkina Faso et depuis le développe dans d'autres pays (Niger notamment). Un partenariat avec Orange et un financement de la Banque mondiale et des Nations unies devrait permettre un développement équivalent au Maroc et au Cameroun avant la fin 2017.

## Records de pluviométrie dans le monde
| Durée            | Localité                                                                  | Date                                  | Hauteur (mm)      |
| ---------------- | ------------------------------------------------------------------------- | ------------------------------------- | ----------------- |
| 1 minute         | Unionville, États-Unis (selon OMM) Barot, Guadeloupe (selon Météo-France) | 4 juillet 1956 26 novembre 1970       | 31,2 38           |
| 30 minutes       | Sikeshugou, Hebei, Chine                                                  | 3 juillet 1974                        | 280               |
| 1 heure          | Holt, Missouri, États-Unis                                                | 22 juin 1947                          | 305 en 42 minutes |
| 2 Heures         | Yujiawanzi, Chine                                                         | 19/07/1975                            | 489               |
| 4,5 Heures       | Smethport, Pennsylvanie                                                   | 18/07/1942                            | 782               |
| 12 Heures        | Foc-Foc, La Réunion                                                       | le 08/01/1966 (cyclone Denise)        | 1 144             |
| 24 Heures        | Foc-foc, La Réunion                                                       | du 07 au 08/01/1966 (cyclone Denise)  | 1 825             |
| 48 Heures        | Cherrapunji, Inde                                                         | du 15 au 16/06/1995                   | 2 493             |
| 3 jours          | Commerson, La Réunion                                                     | du 24 au 26/02/2007 Cyclone Gamède    | 3 929             |
| 4 jours          | Commerson, La Réunion                                                     | du 24 au 27/02/2007 Cyclone Gamède    | 4 869             |
| 8 jours          | Commerson, La Réunion                                                     | du 20 au 27/02/2007 Cyclone Gamède    | 5 510             |
| 10 jours         | Commerson, La Réunion                                                     | du 18 au 27/01/1980 Cyclone Hyacinthe | 5 678             |
| 15 jours         | Commerson, La Réunion                                                     | du 14 au 28/01/1980 Cyclone Hyacinthe | 6 083             |
| 1 mois           | Cherrapunji, Inde                                                         | Juillet 1861                          | 9 296,4           |
| 1 an             | Cherrapunji, Inde                                                         | Août 1860 à août 1861                 | 26 466,8          |
| 2 ans            | Cherrapunji, Inde                                                         | 1860 et 1861                          | 40 768            |
| moyenne annuelle | Mawsynram, Inde                                                           | moyenne annuelle                      | 11 872            |

### Sécheresse
D'un côté, la plus faible pluviométrie au monde est rapportée à Arica (Chili) où il n'est pas tombé une goutte durant 173 mois d'octobre 1903 à janvier 1918. Par continent, les endroits les plus secs par accumulation annuelle sont :
- Afrique : Wadi Halfa, Soudan, moins de 2,54 mm ;
- Antarctique : Station Amundsen-Scott, 2 mm (estimée avec l'équivalent en eau de la neige tombée) ;
- Asie : Aden, Yémen, 5,7 mm ;
- Australie : Troudaninna, Australie-Méridionale, 104,9 mm (4.13 pouces), années 1893-1936 (coordonnées : 29° 11' 44" S, 138° 59' 28" E, altitude : 46 m)[47] ;
- Amérique du Nord : Batagues, Mexique, 30,5 mm ;
- Amérique du Sud : Arica, Chili, 0,76 mm ;
- Europe : Astrakhan, Russie, 162,6 mm ;
- Océanie : Observatoires du Mauna Kea, Hawaï, 188 mm.

### Plus de7 000mmannuellement
Par ailleurs, plusieurs sites dans le monde ont des précipitations annuelles supérieures à 7 000 mm :
- les îles Diego de Almagro et Guarello (dans l'archipel de Madre de Dios), toutes deux situées sur la façade océanique de la Patagonie chilienne reçoivent des quantités d'eau annuelles de l'ordre de 8 000 mm ;
- Debundscha, sur la façade côtière ouest du volcan Cameroun dans le pays du même nom, a sur 38 ans reçu une moyenne annuelle de 9 987 mm[48]. L'île de Bioko reçoit, dans sa partie méridionale, des précipitations probablement comparables à celles du mont Cameroun (situé à seulement 32 km au nord-est)[48]. Mais aucune étude n'a pour le moment été réalisée, ou publiée ;
- le Mont Waiʻaleʻale, Hawaï a une pluviométrie moyenne de 11 640 mm sur les 32 dernières années et un record à 17 340 mm en 1982[44] ;
- la région de Meghalaya, Inde, avec une moyenne de 11 470 mm, comporte les lieux les plus arrosés au monde à Cherrapunji et Mawsynram. À ce dernier endroit, la moyenne est de 11 872 mm sur les 38 dernières années. Mais la pluie à Mawsynram est concentrée sur la période de la mousson, alors que la pluie à Waiʻaleʻale est distribuée sur toute l'année[44] ;
- Lloró sur la côte pacifique de la Colombie (département de Chocó) détiendrait le record absolu, avec une moyenne de 13 300 mm selon l'UNESCO[49]. Cependant, ce record n'est pas reconnu par l’Organisation météorologique mondiale car il s'agit d'une estimation[50]. Officiellement, les plus fortes précipitations annuelles en Amérique du Sud sont relevées à la station de Quibdó, située à 22,5 km de Lloró, avec 8 991 mm[44] ;
- une zone de quelques kilomètres de long, située entre 1 300 et 1 800 m d'altitude, sur la façade orientale du piton de la Fournaise (volcan de La Réunion) reçoit plus de 12 000 mm d'eau par an. Des études complémentaires pourraient montrer qu'à l'intérieur même de cette zone, il puisse exister des sites d'une pluviométrie encore supérieure (jusqu'à 15 000 mm)[51]. L'île détient depuis trente ans les records mondiaux de précipitations sur les périodes allant de douze heures à quinze jours, notamment lors du cyclone Hyacinthe en janvier 1980[41], en dehors du record de pluie sur deux jours réattribué à Cherrapunji (épisode de mousson de 1995) en 2014[46].

### Records de pluviométrie en France métropolitaine
Les records de pluviosité en France métropolitaine, :
- officiellement, le record pluviométrique de France métropolitaine est détenu par le Mont Aigoual (1 565 mètres d'altitude) dans le Gard avec 2 280 mm par an et le cumul annuel le plus fort observé de 4 014 mm en 1913 ;
- officieusement, le record annuel peut être au Lioran, dans le Cantal. Sa station météo (1 230 mètres d'altitude) affiche le second record de pluviométrie (2 260 mm par an), derrière le Mont Aigoual, mais elle n'est pas située au sommet comme celle de ce dernier. Il est probable que les précipitations soient plus élevées à son point culminant situé à 1 855 mètres d'altitude.
- Borne et Loubaresse en Ardèche sont les communes les plus arrosées avec respectivement 2 220 mm et 2 200 mm en moyenne cumulée par an.

### Neige
La quantité de neige accumulée est une donnée importante pour connaître la progression des glaciers, le ruissellement printanier et le climat. Elle est exprimée en équivalent d'eau de la neige fondue pour usage pluviométrique mais les records sont habituellement donnés en centimètres de neige tombée par période :
- enneigement annuel (hors Groenland et Antarctique) : 28,96 m, mont Baker, Washington (États-Unis) durant l'hiver 1998-1999[53] ;
- la plus forte quantité de neige en 24 heures est de 75,8 pouces (193 cm) à Silver Lake, Colorado, du 14 au 15 avril 1921 selon l’Organisation météorologique mondiale[54]. Cependant, le National Climatic Data Center aux États-Unis accepte un 78 pouces (198 cm) de neige au camp 47, une station le long de la Richardson Highway en Alaska, le 7 février 1963[54].